# Poljska romantika (književnost)
Romantika na Poljskem (pl. Romantyzm)  označuje literarno smer, ki se je začela z letom 1822  z izidom prve pesniške zbirke Adama Mickiewicza, zaključuje pa se z drugo poljsko vstajo proti ruskemu okupatorju leta 1863.
Vstaja leta 1830 je povzročila razvijanje poljske literature pretežno v tujini, kjer so ustvarjali največji pesniki te dobe: Adam Mickiewicz, Juliusz Słowacki, Zygmund Krasiński in Cyprian Norwid. Na domačih tleh je v Galiciji ustvarjal dramatik Aleksander Fredro. V štiridesetih letih pa je ponovno zaživelo literarno življenje tudi na Poljskem. Poljska romantika se deli na tri faze.